# خدرنق مقلم
خدرنق مقلم (الاسم العلمي: Cheiracanthium zebrinum) هو نوع من العنكبوتيات يتبع جنس الخدرنق من الفصيلة العناكب الكيسية.